# Punta dels Corbs
La Punta dels Corbs és una muntanya de 590 metres que es troba al municipi de Bellaguarda, a la comarca catalana de les Garrigues.